# Batalha de Nesjar
A Batalha de Nesjar foi um confronto naval na costa da Noruega em 1015 ou 1016, no Fiorde de Oslo. A localização exata é desconhecida, mas é em algum lugar do atual Langesundfjorden. As partes envolvidas eram o reivindicador do trono Olavo Haraldsson (posteriormente Santo Olavo) em um lado, e uma aliança em suporte ao vassalo sueco Sveinn Hákonarson no outro.
Após a derrota de Olavo Tryggvason na Batalha de Svolder, a Noruega havia sido dividida em uma parte sueca governada por Sveinn e uma parte dinamarquesa gerida por Érico Hakonarson. Entretanto, após Érico se aliar a seu cunhado Canuto, o Grande em sua campanha para conquistar a Inglaterra, a monarquia dinamarquesa caiu, e o poder foi assumido por Olavo Haraldsson, um reivindicador ao trono da linhagem de Haroldo Cabelo Belo.